# Bassersdorf
Bassersdorf és un municipi del cantó de Zúric (Suïssa), situat al districte d'Andelfingen.